# WWV (Zeitzeichensender)
WWV ist das Rufzeichen eines amerikanischen Kurzwellensenders zur Verbreitung der offiziellen US-Uhrzeit UTC mittels Zeitzeichen. Der Sender arbeitet auf fünf runden Frequenzen im Dauerbetrieb.

## Inhalt der Sendungen
Die amerikanische Behörde National Institute of Standards and Technology (NIST) verbreitet mit dem Sender WWV von Fort Collins im US-Bundesstaat Colorado Zeitzeichen auf den Kurzwellen-Frequenzen 2,5, 5, 10, 15 und 20 MHz.
Zur Ausstrahlung wird der IRIG Timecode im Format IRIG H verwendet. Das Signal kann auch unter der Telefonansage +1-303-499-7111 abgehört werden. Außerdem werden jede Stunde zu definierten Zeitpunkten Wetterwarnungen für die Seeschifffahrt, der Status des GPS sowie geophysikalische Warnungen zur Funkausbreitung verbreitet.
Der Vorteil der Kurzwellen (die u. a. auch russische und chinesische Zeitzeichensender benutzen) ist die gute Reflexion an Ionosphären-Schichten, was dem Zeitsignal eine große, allerdings etwas wechselnde Reichweite gibt.

## Langwellensender WWVB
An demselben Standort wird auf der Frequenz 60 kHz ein Langwellensender unter dem Rufzeichen WWVB betrieben.

## Kurzwellensender WWVH auf Hawaii
Für den Pazifik betreibt das NIST außerdem einen Kurzwellensender mit dem Rufzeichen WWVH in Kekaha auf der Insel Kauaʻi in Hawaii. Die Sendefrequenzen sind 2,5 MHz, 5 MHz, 10 MHz und 15 MHz. Zur Unterscheidung der Aussendung von WWV auf denselben Frequenzen verwendet WWVH eine weibliche Stimme. Dieses Signal kann auch unter der Telefonansage +1-808-335-4363 abgehört werden.